# کوکوراهتسوو
کوکوراهتسوو (به بلغاری: Kukurahtsevo) یک منطقهٔ مسکونی در بلغارستان است که در شهرستان پتریچ واقع شده‌است.